# Список чемпионов WWE среди Див

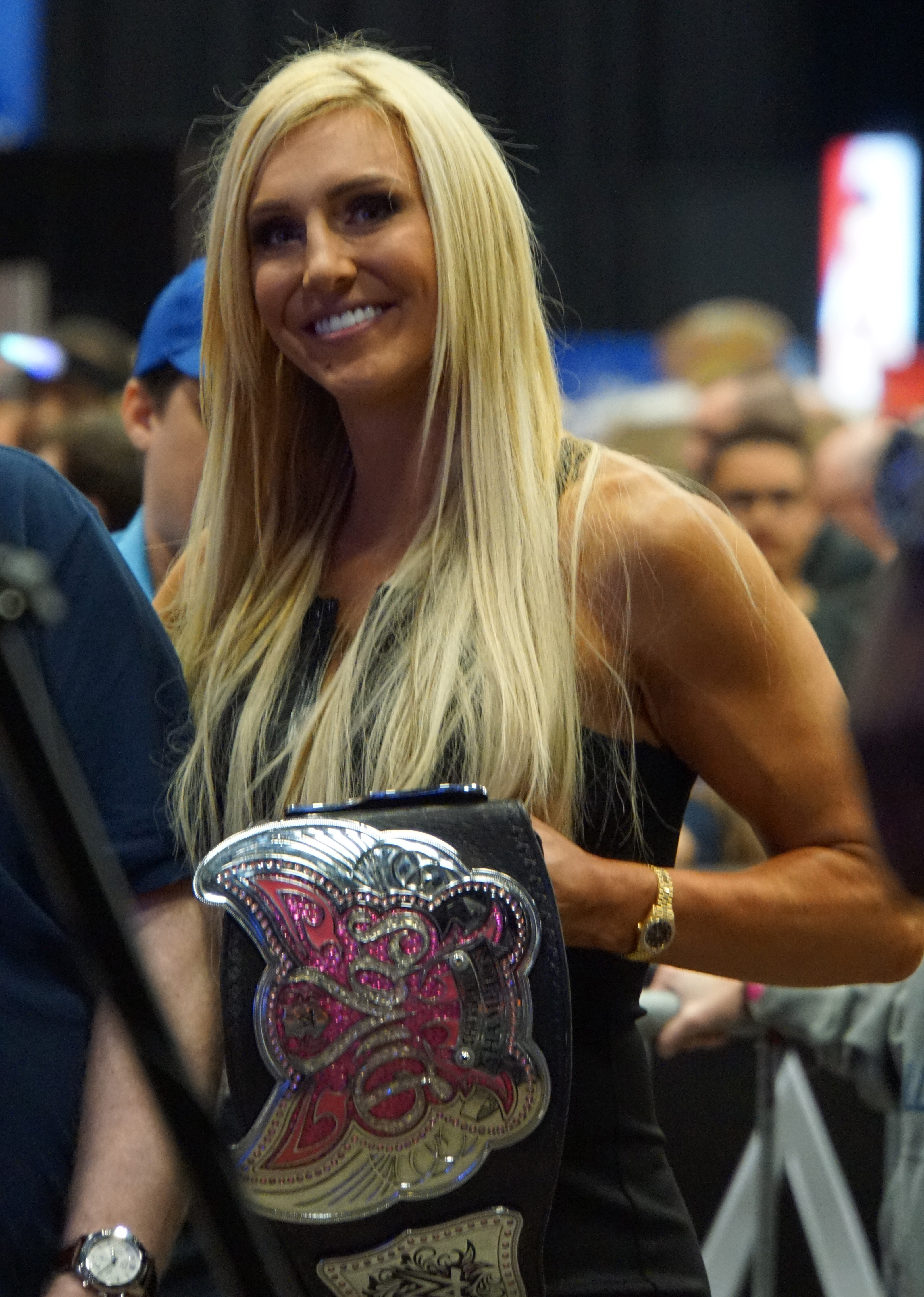
Последняя обладательница чемпионского титула Шарлотта

Чемпион WWE среди див (англ. The WWE Divas Championship) — упразднённый женский чемпионский титул федерации рестлинга WWE. Слово «дива» в названии титула обозначает женщин-рестлеров в WWE. Чемпионский титул был создан 6 июня 2008 года генеральным менеджером SmackDown! Викки Герреро, как аналог титула бренда Raw — чемпион WWE среди женщин, предназначенный для розыгрыша исключительно между дивами бренда SmackDown!. 13 апреля 2009 года чемпион среди див Марис, в результате драфта WWE 2009 года, перешла в бренд конкурента, забрав вместе с собой чемпионский титул. 19 сентября 2010 года на шоу Night of Champions самопровозглашённая сообладательница титула чемпиона WWE среди женщин Мишель Маккул победила чемпиона WWE среди див Мелину и объединила два чемпионских титула. В результате женский чемпионский титул стал общим для двух брендов и его обладатель получил возможность участвовать в обоих шоу WWE.
3 апреля 2016 года на Рестлмании 32 Лита объявила, что титул чемпиона WWE среди див будет упразднён, а вместо него будет учреждён новый титул чемпиона WWE среди женщин. Действующая чемпионка среди див Шарлотта одержала победу над Бекки Линч и Сашой Бэнкс и стала первой чемпионкой WWE среди женщин и последней чемпионкой среди див.
Первым чемпионом WWE среди див стала Мишель Маккул, которая победила Наталью 20 июля 2008 года на шоу The Great American Bash. Чаще всех чемпионом становились Ив и Эй Джей Ли — по 3 раза. Рекорд по продолжительности удержания чемпионского пояса принадлежит Никки Белле — 301 день.

## Название титула
| Название                           | Года      |
| ---------------------------------- | --------- |
| Чемпион WWE среди див              | 2008—2016 |
| Объединённый чемпион WWE среди див | 2010      |

## История титула
| #  | Рестлер               | Фото | Дата             | Дней | Место                          | Шоу                            | Примечания | Сноски |
| -- | --------------------- | ---- | ---------------- | ---- | ------------------------------ | ------------------------------ | --- | ------ |
| 1  | Мишель Маккул         |      | 20 июля 2008     | 155  | Юниондейл, Нью-Йорк, США       | The Great American Bash (2008) | Мишель Маккул победила Наталью и стала первым в истории чемпионом WWE среди див. | [ 6 ]  |
| 2  | Марис                 |      | 22 декабря 2008  | 216  | Торонто, Канада                | SmackDown!                     | По телевидению шоу было показано в записи 26 декабря 2008 года. Мария Канеллис стала специальным приглашённым судьёй поединка. 13 апреля 2009 чемпион среди див Марис, в результате драфта WWE 2009 года, перешла из бренда SmackDown в Raw, забрав вместе с собой чемпионский титул. | [ 9 ]  |
| 3  | Микки Джеймс          |      | 26 июля 2009     | 78   | Филадельфия, Пенсильвания, США | Night of Champions (2009)      | Поединок один на один. Во время боя Марис пыталась воспользоваться баллончиком с аэрозолем. | [ 10 ] |
| 4  | Джиллиан Холл         |      | 12 октября 2009  | 0    | Индианаполис, Индиана, США     | Raw                            | Джиллиан Холл удерживала чемпионский титул четыре минуты и тридцать одну секунду. | [ 11 ] |
| 5  | Мелина                |      | 12 октября 2009  | 84   | Индианаполис, Индиана, США     | Raw                            | Сразу после завоевания Джиллиан Холл чемпионского титула, на арену вышла специально приглашённая ведущая Нэнси О’Делл, которая назначила бой между Холл и Мелиной. | [ 12 ] |
| —  | Титул стал вакантным. |      | 4 января 2010    | —    | Дейтон, Огайо, США             | Raw                            | 29 декабря во время одного из шоу WWE Мелина порвала переднюю крестообразную связку из-за чего врачи запретили ей выступать в течение последующих шести месяцев. Так как Мелина не могла защищать чемпионский титул, он был объявлен вакантным и был организован турнир в котором 8 див WWE должны будут разыграть его. | [ 13 ] |
| 6  | Марис (2)             |      | 22 февраля 2010  | 49   | Индианаполис, Индиана, США     | Raw                            | Марис победила Гейл Ким в финале турнира, в котором участвовало 8 див, и завоевала вакантный чемпионский титул. | [ 14 ] |
| 7  | Ив Торрес             |      | 12 апреля 2010   | 69   | Лондон, Англия                 | Raw                            | Поединок один на один. | [ 15 ] |
| 8  | Алисия Фокс           |      | 20 июня 2010     | 56   | Юниондейл, Нью-Йорк, США       | Fatal 4-Way (2010)             | «Фатальный четырёхсторонний матч», в котором также участвовали Гейл Ким и Марис. Фокс смогла удеражть Марис в течение трёх отсчётов судьи. | [ 16 ] |
| 9  | Мелина (2)            |      | 15 августа 2010  | 35   | Лос-Анджелес, Калифорния, США  | SummerSlam (2010)              | Поединок один на один. | [ 17 ] |
| 10 | Мишель Маккул (2)     |      | 19 сентября 2010 | 63   | Роузмонт, Иллинойс, США        | Night of Champions (2010)      | «Матч с лесорубами», в котором титул чемпиона WWE среди женщин был объединён с титулом чемпиона WWE среди див. Впоследствии право бороться за титул получили рестлеры обоих брендов WWE и какое-то время назывался титул объединённого чемпиона WWE среди див. Не официально Лейла стала со обладательницей чемпионского титула вместе с Маккул. Позже Лейла защищала несколько раз чемпионский титул вместо Маккул, однако официально не признавалась чемпионом. | [ 19 ] |
| 11 | Наталья               |      | 21 ноября 2010   | 70   | Майами, Флорида, США           | Survivor Series (2010)         | «Матч с форой», в котором на стороне Мишель Маккул участвовала Лейла. | [ 20 ] |
| 12 | Ив Торрес (2)         |      | 30 января 2011   | 71   | Бостон, Массачусетс, США       | Королевская битва (2011)       | «Фатальный четырёхсторонний матч», в котором также участвовали Лейла и Мишель Маккул. Ив удержала Лейлу и стала новым чемпионом. | [ 21 ] |
| 13 | Бри Белла             |      | 11 апреля 2011   | 70   | Бриджпорт, Коннектикут, США    | Raw                            | Перед боем Ив попросила судью сделать отметку маркером на руке соперницы, чтобы та не смогла поменяться местами с Никки. Однако во время боя сёстрам удалось поменяться местами и какое-то время Ив боролась с Никки. Когда подмена обнаружилась, Бри вышла на ринг и смогла удержать Торрес на лопатках. | [ 22 ] |
| 14 | Келли Келли           |      | 20 июня 2011     | 104  | Балтимор, Мэриленд, США        | Raw                            | Бой прошёл во время специального выпуска Raw — «Власть народа», когда оппонент Бри Беллы был выбран путём проведения голосования среди болельщиков. В голосовании больше всех голосов получила Келли Келли, опередив Бет Феникс и Ив Торрес. | [ 23 ] |
| 15 | Бет Феникс            |      | 2 октября 2011   | 204  | Нью-Орлеан, Луизиана, США      | Hell in a Cell (2011)          | В углу Келли Келли стояла Ив, а в углу Бет — Наталья. В конце поединка Наталья ударила Келли микрофоном по голове. | [ 24 ] |
| 16 | Никки Белла           |      | 23 апреля 2012   | 6    | Детройт, Мичиган, США          | Raw                            | «Матч с лесорубами». | [ 25 ] |
| 17 | Лейла                 |      | 29 апреля 2012   | 140  | Роузмонт, Иллинойс, США        | Extreme Rules (2012)           | Лейла удержала Бри Беллу, которая во время матча поменялась с Никки местами. | [ 26 ] |
| 18 | Ив Торрес (3)         |      | 16 сентября 2012 | 120  | Бостон, Массачусетс, США       | Night of Champions (2012)      | Поединок один на один. | [ 27 ] |
| 19 | Кейтлин               |      | 14 января 2013   | 153  | Хьюстон, Техас, США            | Raw                            | По условиям поединка титул мог перейти к Кейтлин не только в результате чистой победы, но и победы из-за дисквалификации соперника. | [ 28 ] |
| 20 | Эй Джей Ли            |      | 16 июня 2013     | 295  | Роузмонт, Иллинойс, США        | Payback (2013)                 | Поединок один на один. | [ 29 ] |
| 21 | Пэйдж                 |      | 7 апреля 2014    | 84   | Новый Орлеан, Луизиана, США    | Raw                            | Стала чемпионом в своём дебютном матче. Одновременно является чемпионом NXT среди женщин. | [ 30 ] |
| 22 | Эй Джей Ли (2)        |      | 30 июня 2014     | 48   | Хартфорд, Коннектикут, США     | Raw                            | Поединок один на один. | [ 31 ] |
| 23 | Пэйдж (2)             |      | 17 августа 2014  | 35   | Лос-Анджелес, Калифорния, США  | SummerSlam (2014)              | Поединок один на один. | [ 32 ] |
| 24 | Эй Джей Ли (3)        |      | 21 сентября 2014 | 63   | Нашвилл, Теннесси, США         | Night of Champions (2014)      | Матч тройной угрозы с участием Никки Беллы. | [ 33 ] |
| 25 | Никки Белла (2)       |      | 23 ноября 2014   | 301  | Сент-Луис, Миссури, США        | Survivor Series (2014)         | Поединок один на один. | [ 34 ] |
| 26 | Шарлотта              |      | 20 сентября 2015 | 196  | Хьюстон, Техас, США            | Night of Champions (2015)      | Поединок один на один. При отсчёте или дискавалификации Никки теряет титул. |        |
| —  | Упразднён             |      | 3 апреля 2016    |      | Арлингтон, Техас, США          | Рестлмания 32                  | На Рестлмании 32 Лита объявила, что победитель матча «тройная угроза», в котором участвовали Шарлотта, Бекки Линч и Саша Бэнкс, станет обладателем титула чемпиона WWE среди женщин, таким образом титул чемпиона WWE среди див был упразднён. |        |

## По количеству дней владения титулом
| №  | Рестлер       | Чемпионских титулов | Количество дней владения титулом |
| -- | ------------- | ------------------- | -------------------------------- |
| 1  | Эй Джей Ли    | 3                   | 406                              |
| 2  | Никки Белла   | 2                   | 307                              |
| 3  | Марис         | 2                   | 265                              |
| 4  | Ив Торрес     | 3                   | 260                              |
| 5  | Мишель Маккул | 2                   | 218                              |
| 6  | Бет Феникс    | 1                   | 204                              |
| 7  | Шарлотта      | 1                   | 196                              |
| 8  | Кейтлин       | 1                   | 153                              |
| 9  | Лейла         | 1                   | 140                              |
| 10 | Мелина        | 2                   | 119                              |
| 10 | Пэйдж         | 2                   | 119                              |
| 12 | Келли Келли   | 1                   | 104                              |
| 13 | Микки Джеймс  | 1                   | 78                               |
| 14 | Бри Белла     | 1                   | 70                               |
| 14 | Наталья       | 1                   | 70                               |
| 16 | Алисия Фокс   | 1                   | 56                               |
| 17 | Джиллиан Холл | 1                   | 0                                |